# Gymnodiptychus integrigymnatus
Gymnodiptychus integrigymnatus är en fiskart som beskrevs av Mo, 1989. Gymnodiptychus integrigymnatus ingår i släktet Gymnodiptychus och familjen karpfiskar. Inga underarter finns listade i Catalogue of Life.